# Marianna Madia
Marianna Madia (n. 5 septembrie 1980, Roma, cu numele Maria Anna Madia) este o politiciană italiană, membră a Camerei Deputaților din Italia în legislaturile 2008 și 2013. Face parte din Partito Democratico (Partidul Democrat).
Din 24 februarie 2014 este Ministrul Administrației Publice și Simplificării în guvernul condus de Matteo Renzi.
Este căsătorită, din 2013, cu producătorul Mario Gianani, având doi copii: Francesco și Margherita (născută la 8 aprilie 2014).